# Анелін (Опочинський повіт)
Анелін (пол. Anielin) — село в Польщі, у гміні Посвентне Опочинського повіту Лодзинського воєводства.
Населення — 138 осіб (2011).
У 1975-1998 роках село належало до Пйотрковського воєводства.

## Демографія
Демографічна структура станом на 31 березня 2011 року:
|          | Загалом | Допрацездатний вік | Працездатний вік | Постпрацездатний вік |
| -------- | ------- | ------------------ | ---------------- | -------------------- |
| Чоловіки | 78      | 16                 | 49               | 13                   |
| Жінки    | 60      | 11                 | 36               | 13                   |
| Разом    | 138     | 27                 | 85               | 26                   |